# Camutanga
Camutanga is een gemeente in de Braziliaanse deelstaat Pernambuco. De gemeente telt 8.214 inwoners (schatting 2009).